# Celestus hylaius
Celestus hylaius är en ödleart som beskrevs av  Savage och LIPS 1994. Celestus hylaius ingår i släktet Celestus och familjen kopparödlor. Inga underarter finns listade i Catalogue of Life.